# NGC 5277
NGC 5277 est une lointaine galaxie spirale située dans la constellation des Chiens de chasse. Sa vitesse par rapport au fond diffus cosmologique est de 12 155 ± 26 km/s, ce qui correspond à une distance de Hubble de 179 ± 13 Mpc (∼584 millions d'al). NGC 5277 a été découverte par l'astronome français Édouard Stephan en 1881.